# Anthony Faingaʻa
Anthony Faingaʻa (ur. 2 lutego 1987 w Queanbeyan) – australijski rugbysta grający na pozycji środkowego ataku w zespole Reds oraz w reprezentacji narodowej. Triumfator Super Rugby i Pucharu Trzech Narodów w sezonie 2011 oraz zdobywca brązowego medalu podczas Pucharu Świata w Rugby 2011, mistrz świata juniorów.

## Kariera klubowa
Grać w rugby rozpoczął wraz z bratem bliźniakiem w drużynie pięciolatków miejscowego klubu rugby league Queanbeyan Kangaroos, a następnie już w rugby union w Queanbeyan Whites. Uczęszczał do St Edmund's College, którego absolwentami byli m.in. George Gregan i Matt Giteau. Wcześnie, bowiem jako drugi w historii szkoły piętnastolatek, zaczął występować w pierwszej drużynie tej szkoły – początkowo w trzeciej linii młyna, a następnie na pozycji środkowego ataku. Jeszcze w trakcie nauki został członkiem Akademii Brumbies, a po ukończeniu szkoły w 2004 roku rozpoczął treningi z seniorską drużyną Brumbies oraz związał się z miejscowym klubem Tuggeranong Vikings.
W 2005 roku po trzech latach w Brumbies Academy podpisał z tym klubem tzw. rookie contract na sezon 2006, oferowany młodym obiecującym graczom, którzy trenują z pierwszą drużyną i mogą być do niej powołani w razie kontuzji któregoś z podstawowych zawodników, a rok później pełny dwuletni kontrakt, toteż przez kolejne trzy sezony znajdował się w pierwszej drużynie. W barwach Brumbies pojawił się na boisku w przedsezonowych spotkaniach w latach 2005 i 2006.
W 2006 roku występował w drugiej drużynie Brumbies – Brumby Runners – podobnie jak rok później, gdy nie mieścił się w meczowym składzie na rozgrywki Super 14. Dochodząc do pełni formy po złamaniu kości śródstopia zadebiutował z ławki rezerwowych w rozgrywkach Super 14 na początku marca 2007 przeciw Bulls i jeszcze w tym samym miesiącu zaliczył krótkie epizody przeciwko kolejnym dwóm południowoafrykańskim zespołom.
W 2007 roku znalazł się w składzie Canberra Vikings startującego w jedynym rozegranym sezonie Australian Rugby Championship i po opuszczeniu przedsezonowych meczów przygotowawczych wystąpił we wszystkich ośmiu spotkaniach tych rozgrywek, pod ich koniec zostając głównym kopaczem zespołu. Również w 2007 roku związał się z Eastern Suburbs Rugby Union Club z Sydney, z którym jeszcze w tym sezonie dotarł do finału rozgrywek Shute Shield, w jego barwach występując również w kolejnym roku.
Swój pierwszy występ w podstawowym składzie Brumbies i przyłożenie zaliczył w drugiej kolejce sezonu 2008 przeciwko Highlanders. W tym samym meczu doznał również poważnej kontuzji kolana, która wyeliminowała go z gry do końca sezonu. Gdy w tym samym roku doszło do negocjacji kończących się kontraktów, propozycję jego przedłużenia otrzymał tylko Saia, chcący nadal grać razem bracia rozpoczęli zatem poszukiwania nowego klubu. W kwietniu tego roku podpisali więc umowę z zespołem Reds trenowanym wówczas przez Phila Mooneya, ich dawnego szkoleniowca z kadry U-19, a pod jego koniec z drużyną wziął udział w szkoleniowym tournée do Europy.
W pierwszym sezonie zagrał w dziewięciu z trzynastu spotkań swojej drużyny, głównie jako zmiennik, przełomowy jednak okazał się dla niego sezon 2010. Prócz pracy nad obroną zwiększył też swoją masę i prędkość. Swoją postawą w przedsezonowych meczach zyskał sobie miejsce w podstawowym składzie po odejściu Berricka Barnesa i w najlepszej od kilku lat kampanii Reds opuścił jedynie ostatni mecz po kontuzji ramienia. Przedłużył zatem swój kontrakt o kolejne dwa lata.
Dobrą formę potwierdził w 2011 roku, opuściwszy jedynie dwa kończące sezon zasadniczy spotkania z powodu kontuzji ścięgna, wystąpił w pozostałych szesnastu meczach Reds walnie przyczyniając się do ich końcowego triumfu w Super Rugby. Ewen McKenzie uznał go za najlepszego w defensywie zawodnika trenowanej przez siebie drużyny. Z powodu serii kontuzji opuścił pierwszą połowę następnego sezonu, w którym Reds ponownie znaleźli się w fazie play-off. Na gali rozdania nagród Reds we wrześniu 2012 roku otrzymał wyróżnienie Spirit of the Reds dla gracza utożsamiającego ducha zespołu zarówno na boisku, jak i poza nim.
W związku z przeprowadzką do Brisbane w lokalnych rozgrywkach klubowych został zawodnikiem Souths Rugby Club, w którym występował przez dwa lata, w pierwszym z nich docierając do finału rozgrywek. W 2011 roku przeniósł się natomiast do zespołu GPS Rugby, choć jego pozostałe sportowe zobowiązania nie pozwalały mu na występy w jego barwach.
W marcu 2012 roku przedłużył kontrakt z Reds o rok, choć wskutek zmniejszania liczby zawodników objętych dodatkami wypłacanymi przez Australian Rugby Union rozważał poszukiwania zagranicznych klubów. Kontuzje z poprzedniego roku i dobra postawa jego zastępców spowodowały, że do sezonu 2013 przystępował niepewny o miejsce w podstawowym składzie zespołu, w przedsezonowym meczu z Blues otrzymał jednak po raz pierwszy rolę kapitana. Doznał w nim kontuzji ręki, początkowo niesłusznie podejrzewano jej złamanie, jednak uszkodzone więzadła wymagały miesięcznej przerwy w grze. Powrócił do gry na początku marca, a pod koniec tego miesiąca osiągnął barierę pięćdziesięciu spotkań dla zespołu z Queensland. W czerwcu wystąpił przeciwko British and Irish Lions, nie zagrał jednak w lipcowych meczach kończących rozgrywki Super Rugby z uwagi na uraz ścięgna, a Reds ulegli w fazie play-off Crusaders.
Przechodząc rehabilitację ramienia solidnie przepracował okres przygotowawczy, w wyjściowej piętnastce pojawił się jednak dopiero na początku kwietnia po kontuzji Mike’a Harrisa, z którym bezpośrednio walczył o miejsce w składzie. W inauguracyjnej edycji National Rugby Championship został przydzielony do zespołu Queensland Country i mianowany jego kapitanem, wystąpił w czterech spotkaniach, z reszty rozrywek wyeliminowała go kontuzja kolana. Do kolejnego sezonu Super Rugby przystępował niepewny o miejsce w podstawowym składzie Reds z uwagi na coraz większą konkurencję, zespół bowiem wzmonił się o takich zawodników jak Karmichael Hunt i James O’Connor. Zagrał w nim w dziewięciu meczach, przeplatany był on jednak kontuzjami kolana i wstrząśnieniem mózgu. Ponownie też został wybrany kapitanem Queensland Country w drugim sezonie NRC, z rozgrywek tych wyeliminował go jednak uraz stopy.

## Kariera reprezentacyjna
Był stypendystą ogólnokrajowych programów National Talent Squad oraz Australian Institute of Sport. W stanowych barwach występował w mistrzostwach kraju U-16 w 2002 roku zdobywając trzecie miejsce, a następnie w kategorii U-18. Pociągnęło to za sobą powołania do kadry Australian Schoolboys w latach 2003–2004. W pierwszym roku znalazł się w zespole „A”, rok później zaś dołączył do brata w pierwszej kadrze zostając jej wicekapitanem i zaliczając występy we wszystkich trzech testmeczach przeciw Irlandii, Samoa i Nowej Zelandii.
W 2005 roku uczestniczył w zgrupowaniu, a następnie wraz z kadrą U-19 poleciał na odbywające się w Południowej Afryce mistrzostwa świata. Zagrał w nich w czterech spotkaniach, a ze zwycięskiego meczu o trzecie miejsce wyeliminowała go bowiem kontuzja.
Rok później ponownie znalazł się w ogłoszonym przez selekcjonera kadry U-19 Phila Mooneya składzie na mistrzostwa świata w Dubaju, w którym przypadła mu rola wicekapitana. W zakończonym triumfem turnieju Faingaʻa zagrał we wszystkich pięciu meczach zdobywając osiemnaście punktów, a jego dropgol przypieczętował finałowe zwycięstwo nad Nowozelandczykami. Jego postawa w tym turnieju dała mu nominację do nagrody dla najlepszego zawodnika w tej kategorii wiekowej na świecie według IRB, którą ostatecznie otrzymał jego rodak Josh Holmes. Miesiąc później otrzymał powołanie do reprezentacji U-21 na sprawdziany oraz na czerwcowe mistrzostwa świata we Francji. W tych zawodach wystąpił w pięciu spotkaniach, a młodzi Australijczycy w meczu o brązowy medal ulegli Nowozelandczykom.
W 2007 roku otrzymał powołanie do kadry rugby siedmioosobowego na dwa ostatnie turnieje sezonu 2006/2007 IRB Sevens World Series w Londynie i Edynburgu.
Po przełomowym sezonie ligowym 2010 kwestią czasu stało się jego powołanie do kadry. Jego pierwszy kontakt z seniorskim poziomem reprezentacyjnym nastąpił w czerwcu 2010 roku, zagrał wówczas w dwóch meczach przeciw Anglikom w zespole Australian Barbarians, które to solidne występy spowodowały, że znalazł się w trzydziestce Robbiego Deansa na Puchar Trzech Narodów 2010 i swój debiut w reprezentacji kraju zaliczył 31 lipca tego roku w meczu z All Blacks. Pierwszy raz wspólnie z bratem wyszli na boisko w podstawowym składzie Wallabies 5 sierpnia tego roku zostając tym samym pierwszą od 1983 roku i trzecią w historii parą bliźniąt w australijskich barwach, po Jimie i Stewarcie Boyce oraz Marku i Glenie Elli. Po występach w jeszcze dwóch meczach tego turnieju otrzymał powołanie na kończące rok mecze w Europie, nie znalazł się jednak w składzie na żaden z testmeczów, zagrał natomiast w dwóch spotkaniach przeciw drużynom klubowym – Leicester Tigers i Munster.
W lipcu 2011 roku został nominowany do składu na pierwszą część sezonu, wystąpił zaś jedynie w dwóch ostatnich meczach Pucharu Trzech Narodów wygranego przez Australijczyków po raz pierwszy od dekady. Został następnie powołany na Puchar Świata w Rugby 2011, gdzie wystąpił w sześciu z siedmiu spotkań – z powodu wstrząśnienia mózgu opuszczając potyczkę z Rosjanami – zakończonej brązowym medalem kampanii Wallabies. Sezon reprezentacyjny zakończył występem przeciw Walijczykom na początku grudnia.
Został uwzględniony w składzie na zaplanowane na czerwiec 2012 roku mecze kadry – po niespodziewanej porażce ze Szkotami wystąpił z ławki rezerwowych w serii trzech spotkań z Walijczykami. Następnie brał udział w inaugurycyjnej edycji The Rugby Championship, a wypadłszy z meczowego składu na ostatnie spotkanie z Argentyną nie powrócił do niego pomimo powołania także podczas kończącego sezon tournée Australijczyków. Ominęło go następnie tournée British and Irish Lions 2013, zaś z pozostałych meczów reprezentacji w tym sezonie wyeliminowała go konieczność operacji ramienia wiążąca się z półroczną przerwą w grze.

## Varia
- Jest pochodzenia aborygeńsko-tongańskiego. Jego prababka była jednym z dzieci aborygeńskiego skradzionego pokolenia[164], natomiast częścią jego tongańskiego dziedzictwa są noszone również przez pozostałych braci tatuaże[115].
- Jest bardzo zżyty z pięć minut starszym bratem bliźniakiem – Saią – od najmłodszych lat grają w tych samych klubach, mieszkają razem, na zgrupowaniach dzielą pokój, a nawet, ku początkowemu zdziwieniu graczy i trenerów, wzajemnie rozczesują sobie włosy[8].
- Prócz brata bliźniaka, w rugby grają również jego dwaj pozostali bracia – Vili[165][166] i Colby, zawodnik Brumbies i kapitan reprezentacji U-20[167][168]. Rodzeństwa dopełnia najmłodsza Hulita[33]. Ich kuzyn, Ipolito Fenukitau, był reprezentantem Tonga i Australii[169].
- Uzyskał Diploma of Business, a następnie studiował zarządzanie nieruchomościami[1][2].
- Został przyjęty do hali sław rodzinnego miasta[170].
- Związany z uprawiającą piłkę nożną Stephanie Tokich[86].